# Rivière Again
Pour les articles homonymes, voir Again.
La rivière Again est un affluent de la rivière Harricana, coulant au Canada dans :
- le District de Cochrane en Ontario ; et
- la municipalité de Eeyou Istchee Baie-James (municipalité), dans la région administrative du Nord-du-Québec, au Québec.

## Géographie
Les principaux versants
hydrographiques voisins de la rivière Again sont :
- côté nord : rivière Harricana ;
- côté est : rivière Harricana, rivière Mannerelle, rivière Malouin, rivière Breynat, rivière Despreux ;
- côté sud : rivière Turgeon, rivière du Détour ;
- côté ouest : rivière Lawagamau, rivière Corner, rivière Seal.

La rivière Again prend sa source à l'embouchure du lac Mine (longueur : 3,4 km ; altitude : 267 m), dans la partie est du district de Cochrane.
La source de la rivière Again est située à :
- 10,4 km à l'est de la frontière de l'Ontario ;
- 92,5 km au sud de l'embouchure de la rivière Again ;
- 37,6 km à l'est du lac Kesagami (Ontario) ;
- 118,5 km au sud-est de l'embouchure de la rivière Harricana, en Ontario.

À partir de sa source, la rivière Again coule plus ou moins en parallèle à la frontière de l'Ontario sur environ 115 km selon les segments suivants :
- 16,0 km vers le Nord en traversant trois lacs, vers le nord-est en traversant deux lacs dont le lac Favell (Ontario) et vers l'Est, jusqu'à un embranchement (venant du sud-est) lequel draine la zone transfrontalière entre le Québec et l'Ontario ;
- 55,0 km vers le Nord en zones de marais, jusqu'à la limite entre le Québec et l'Ontario ;
- 46,3 km vers le Nord au Québec en longeant plus ou moins la limite interprovinciale et en zone de marais, jusqu'à revenir couper la limite entre le Québec et l'Ontario ;
- 2,6 km vers le nord-ouest dans le district de Cochrane en Ontario en zone de marais, jusqu'à l'embouchure[2].

La rivière Again se déverse sur la rive sud-ouest de la rivière Harricana face à l'Île Low Shoal. Cette confluence est située à :
- 31,0 km au sud-est de l'embouchure de la rivière Harricana ;
- 2,6 km à l'Ouest de la frontière entre le Québec et l'Ontario ;
- 88,6 km au sud-est du centre du village de Moosonee en Ontario.

## Toponymie
L'hydronyme « rivière Again » a été officialisé le 5 décembre 1968 par la Commission de toponymie du Québec, soit à la création de cette commission.